# ルチアーノ・アウエド
ルシアーノ・アウエド（Luciano Aued、1987年3月1日 - ）は、アルゼンチンのサッカー選手。ポジションはMF。ウニオン・デ・サンタフェ所属。

## 経歴
クラブ・デ・ヒムナシア・イ・エスグリマ・ラ・プラタのユースチームに所属し、2007年にトップチームに昇格する。2006-07シーズンから2010-11シーズンまでの計5シーズンで77試合に出場したが、得点はなかった。
2011年にラシン・クラブに移籍した。2014年にはプリメーラ・ディビシオンの優勝を後押しするなど、ラシン・クルブでの屈指のミッドフィルダーになった。

### 代表歴
2011年5月25日に行われるパラグアイ代表との親善試合でアルゼンチン代表に召集された。

## タイトル
ラシン・クラブ
- プリメーラ・ディビシオン: 2014トランシシオン

ウニベルシダ・カトリカ
- プリメーラ・ディビシオン・デ・チレ: 2018, 2019, 2020, 2021
- スーペルコパ・デ・チレ: 2019, 2020, 2021